# Vostok (záliv)
Vostok je záliv v Japonském moři v Přímořském kraji na západ od města Nachodka a poloostrova Trudnyj.
Poprvé byly vody zálivu objeveny z moře v letech 1855 - 1856 anglickými námořníky, kteří ho zakreslili do mapy, avšak další průzkum ani podrobnější popis neprovedli. V roce 1860 byl záliv pojmenován podplukovníkem sboru námořních navigátorů Babakinem na počest lodi Vostok, na které prováděl hydrografické výzkumy zálivu Petra Velikého. V roce 1861 byl záliv podrobně popsán a prozkoumán na žádost podplukovníka Babakina posádkou lodi Gajdamak pod velením poručíka Peščurova. V roce 1862 připlula do vostockého zálivu loď Razbojnik s podplukovníkem Babakinem pro získání přesnějších údajů do mořské mapy.

## Fyzikálně-geografické vlastnosti

### Zeměpisná poloha
Záliv se nachází v severovýchodní části zálivu Petra Velikého v Japonském moři, mezi mysem Peščurova a mysem Podosjonova, který je vzdálen 3,1 míle východně od Peščurova mysu. Jižní část zálivu ústí do širého moře. Do severozápadní a severní části zálivu ústí řeky Volčanka a Litovka.

### Pobřeží
Pobřeží je složeno jak ze skalnaté půdy (skládající se zejména z granitu a porfyritu), tak i z měkkých sedimentárních hornin (břidlice a pískovec). Z vysokého břehu na západním břehu zálivu do něho ústí několik zátok, z nichž nejvýznamnějšími jsou zátoky Gajdamak a Sredňaja. Severní břeh je nízký a písčitý. Široká pobřežní písčitá část, protnutá ústími několika řek, se od zbytku zálivu odlišuje svou žlutou barvou, patrnou zejména při pohledu z moře. Východní břeh zálivu se od severu na jih postupně zvyšuje a přechází postupně do útesů s načervenalými osypy.

### Fauna a flora
Ačkoli je vostocký záliv s rozlohou 15x6 kilometrů je poměrně malý, různorodost zvířectva a rostlinstva je poměrně vysoká v důsledku klimatických a hydrologických vlastností této oblasti.

### Ekologie
V roce 1989 byla založena státní mořská rezervace Záliv Vostok. Od července do začátku září tráví na pobřeží zálivu svůj volný čas obyvatelé celého Dálného východu. Na pobřeží nejsou žádné závody poškozující ekologický systém zálivu.
Nicméně, v roce 2010 byla v okolí mysů Jelizarova a Podosjonova započata stavba ropného závodu společnosti Rosněfť s kapacitou 20 milionů tun ročně. Tento závod měl mít mořský přístav pro přepravu hotových produktů, který by mohl přijímat tankery s kapacitou do 100 tisíc tun a kontejnerové lodě s kapacitou do 120 tisíc tun. Stavba byla ale pozastavena v důsledku zamítnutí ekologickým ústavem a hlavním státním výzkumným ústavem. Na základě daného zamítnutí byly zpracovány varianty na změnu koncepce na petrochemický závod a na možné přemístění stavby. Nakonec byl přijat návrh na snížení kapacity závodu na 5,5 milionů tun ročně.